# Gunnar Brynge
Per Gunnar Brynge, född den 15 november 1914 i Enköping, död den 15 juni 1983 i Ödestugu församling, Jönköpings län, var en svensk ingenjör och industriman. Han var son till Hannes Brynge.
Brynge avlade avgångsexamen vid Kungliga Tekniska högskolan 1940. Han var teknisk ledare vid Bahco 1940–1945, disponent för Fläktverkstäderna där 1945–1951 och platschef för Fläkt- och verktygsverkstäderna 1951–1955. Brynge blev teknisk direktör vid Husqvarna 1956. Han var styrelseledamot i Sveriges mekanförbunds avdelning för smidesteknik (ordförande 1954–1955), i dess standardcentral (ordförande 1956–1959), och i Svenska industriens standardiseringskommission med flera organisationer. Brynge hade även uppdrag från Organisationen för ekonomiskt samarbete och utveckling. Han invaldes som ledamot av Ingenjörsvetenskapsakademien 1973. Brynge blev riddare av Vasaorden 1968. Han vilar i en familjegrav på Vårfrukyrkogården i Enköping.